# Вировсько
Ви́ровсько (болг. Вировско) — село у Врачанській області Болгарії. Входить до складу общини Враца.

## Населення
За даними перепису населення 2011 року у селі проживали 304 особи.
Національний склад населення села:
| Національність   | Кількість осіб | Відсоток |
| ---------------- | -------------- | -------- |
| болгари          | 255            | 85,0%    |
| цигани           | 44             | 14,7%    |
| турки            | 0              | 0%       |
| Всього відповіли | 300            |          |

Розподіл населення за віком у 2011 році:
Динаміка населення: